# آفتاب‌پرست بیابانی
آفتاب‌پرست بیابانی (نام علمی: Heliotropium aucheri subsp.aucheri) نام یک گونه از سردهٔ آفتاب‌پرست است. سردهٔ آفتاب‌پرست در ایران ۴۷ گونهٔ علفی یک ساله و چند ساله دارد که در سراسر ایران پراکنده‌اند. آفتاب‌پرست بیابانی یکی از رایج‌ترین گونه از ۴۷ گونهٔ موجود در ایران است و در مناطق مرکزی می‌روید.